# Semen, una historia de amor
Semen, una historia de amor és una pel·lícula espanyola dirigida per Inés París i Daniela Fejerman, estrenada en 2005. És una comèdia romàntica que narra la història d'una germana que està disposada a donar-ho tot per la seva bessona. En el procés d'ajudar-la a ser mare, una sèrie d'esdeveniments impredictibles les deixen atònites quan l'amor truca a la seva porta.

## Argument
Ariadna (Leticia Dolera) decideix assistir a una clínica d'inseminació artificial per a concebre un fill per a la seva germana bessona Penélope (Leticia Dolera), que no pot concebre. Després de diversos intents, la inseminació es realitza amb èxit. El donant resulta ser Serafín (Ernesto Alterio), treballador de la clínica que, després d'enamorar-se de la protagonista, decideix introduir el seu propi semen en el procediment. Quan descobreix que el fill no serà criat per la seva enamorada sinó per la seva germana, Serafín decideix segrestar el nounat el dia del part. No obstant això, no és fins a mesos després, quan els protagonistes tornen a trobar-se, que descobreix que va sortir de maternitat amb el bebè equivocat. La pel·lícula acaba amb una història d'amor a l'inrevés de dos protagonistes molt extraordinaris.

## Personatges i repartiment
- Natalia: Inés París
- Ariadna: Leticia Dolera

Una apassionada trapezista que desitja complir costi el que costi el desig de la seva germana de ser mare. A mesura que avança la trama, veiem com la seva relació amb Serafín evoluciona. Una història d'amor que dona la volta al que s'estableix en les comèdies romàntiques. Primer, mostra als protagonistes sent pares i finalitza amb com s'enamoren després dels embolics i l'atzar.
- Penélope: Leticia Dolera

Germana d'Ariadna, sempre ha desitjat ser mare però és incapaç de tenir fills. La seva germana decideix concebre un fill per ella perquè pugui donar curs al seu desig de ser mare.
- Serafín: Ernesto Alterio

Biòleg que realitza inseminacions artificials. Un dia, coneix a Ariadna com a pacient, però s'enamora d'ella perdudament. Per això, després de veure que les primeres proves no funcionen, decideix introduir el seu propi semen per a fecundar-la sense que ella ho sàpiga. Ell mai va saber que el seu futur fill no seria cuidat per Ariadna, sinó per la seva germana. És per això, que decideix segrestar el bebè que, posteriorment, descobreix que no era seu a causa d'una equivocació. No obstant això, el vol massa com per a desfer-se d'ell.
- Infermera: Malena Alterio
- Emilio: Héctor Alterio

Pare de Serafín. És el personatge que més humor aporta a la pel·lícula. Fa costat al seu fill en tot moment fins que descobreix la veritat, quan el titlla d'insensat.
- Gloria: María Pujalte
- Anciana: María Isbert
- Inesita: Miriam Raya
- Dieguito: David Becerra
- Próspero

Nounat que Serafín segresta de l'àrea de maternitat el dia del part. Durant mesos, el seu pare el cuida creient que era el seu progenitor. Quan descobreix el contrari, decideix seguir al càrrec de la criatura.

## Curiositats
En la pel·lícula, Héctor Alterio i Ernesto Alterio interpreten a pare i fill. Aquesta peculiaritat de la pel·lícula arriba al seu clímax quan un tercer membre de la família Alterio fa un cameo al film. La filla d'Héctor Alterio, Malena Alterio, és una de les infermeres de la clínica.

## Crítiques
En el seu moment, la pel·lícula distribuïda per Dea PLANETA va ser ben acollida pel públic. No obstant això, no ha envellit bé i actualment és considerada com una comèdia sense gràcia que ridiculitza als personatges amb la condició d'aconseguir riallades.
Per part seva, El País afalaga el guió de les directores i els interminables girs que dona la història. No obstant això, qualifica als personatges de plans i difícils d'empatitzar; li atorgant quatre estrelles i mitja. Per part seva, el diari ABC no veu a la pel·lícula amb tan bons ulls i la qualifica amb tan sols dues estrelles. Fotogramas fa una bona crítica del llargmetratge, assegurant que la segona pel·lícula col·laborativa de les directores Inés París i Daniela Fejerman és la mostra perfecta del bé que treballen juntes i exalten el seu hilarant guió.

## Nominacions
En el 2005, la pel·lícula va ser nominada a la Bisnaga d'Or al Festival de Màlaga de Cinema Espanyol del 2005. Finalment, no va aconseguir el premi.